# 迈克尔·德克斯特
迈克尔·德克斯特（1945年5月15日—）是一位英国血液學家，毕业于索尔福德大学，曾任曼彻斯特维多利亚大学教授和惠康基金会主席，1991年当选英国皇家学会会士。